# Sarah Polley
Sarah Polley (Toronto, 1979. január 8. – ) Oscar-díjas kanadai színésznő, rendező és forgatókönyvíró.

## Fiatalkora
1979. január 8-án született Torontóban, Kanadában. Édesapja, a brit Michael Polley szakmunkás és színész, édesanyja, Diane Polley pedig skót származású színésznő és rendezőnő volt.
Sarah a Toronto’s Claude Watson iskolába járt. Édesanyjának köszönhető, hogy Sarah is elindult a színészi pályán. 1990-ben édesanyja rákban hunyt el, és ez nagyon megrendítette.
Négy testvére van: Susanna, John, Mark és Joanna.
Sarah felnőtt koráig nem tudta, hogy a vér szerinti apja valójában nem Michael volt, hanem Harry Gulkin film- és színházi producer, akinek viszonya volt az édesanyjával. Az igazság akkor derült ki, amikor Sarah véletlenül összefutott apjával, Gulkinnal. Továbbá, az apasági DNS-teszt is egyértelműen megerősítette, hogy ő az apja.

## Filmes pályafutása
Pályafutása 1985-ben vette kezdetét. Első emlékezetes alakítását a Váratlan utazás című televíziós sorozatban nyújtotta.
2009-ben Jared Leto mellett szerepelt a Mr. Nobody-ban, Adrien Brodyval pedig a Hibridben.
Utolsó filmes szerepe a Trigger című 2010-es dráma volt.

## Filmes rendezései
1999-ben két rövidfilmet rendezett: The Best Day of My Life és Don't Think Twice. Ezután következett az I Shout Love (rövidfilm, 2003).
2004-ben másodjára nyert Genie Award-ot az Élet nélkülem című filmmel.
2006-ban készült egy film, amelyen forgatókönyvíróként és rendezőként dolgozott: az Alice Munroe „A medve átjött a hegyen” című novelláján alapuló Egyre távolabb, amelyért Oscar-díjra jelölték a „Legjobb adaptált forgatókönyv” kategóriában.
2012-ben megrendezte az Apáim története című dokumentumfilmet, mellyel összesen 24 díjat nyert el, elismerték alkotását Ausztráliában, Abu Dhabiban, az Egyesült Államokban és persze hazájában, Kanadában is.
Továbbá ő írta és rendezte a Volt egy tánc című filmet is. 
Napjainkban producerként és forgatókönyvíróként aktív, ő írja  az Alaska nyomában című minisorozat forgatókönyvét, mely John Green azonos című regényének adaptációja lesz. A film várhatóan 2020-ban jelenik meg.

## Magánélete
Először David Wharnsbyhoz ment férjhez 2003. szeptember 10-én, akivel 2008-ig tartott a házassága. Másodszor David Sandomierskihoz 2011. augusztus 23-án. Házasságukból két lány született: Eva, 2012. február 7-én, a második lány pedig 2014 augusztusában.
Sarah Polley vállaltan ateista.

## Filmográfia

### Film
Színész
| Év   | Magyar cím                      | Eredeti cím                        | Szerep                   | Magyar hang         | Rendező                   |
| ---- | ------------------------------- | ---------------------------------- | ------------------------ | ------------------- | ------------------------- |
| 1985 | Varázslatos karácsony           | One Magic Christmas                | Molly Monaghan           | N/A                 | Phillip Borsos            |
| 1986 | –––                             | Confidential                       | Emma                     | –––                 | Bruce Pittman             |
| 1987 | –––                             | Prettykill                         | Karla                    | –––                 | George Kaczender          |
| 1987 | Chicago Blues – A nagyváros     | The Big Town                       | Christy Donaldson        | N/A                 | Ben Bolt és Harold Becker |
| 1987 | A rovar                         | Blue Monkey                        | Ellen                    | N/A                 | William Fruet             |
| 1988 | Münchausen báró kalandjai       | The Adventures of Baron Munchausen | Sally Salt               | Vadász Bea          | Terry Gilliam             |
| 1989 | Babar: A győzelem ünnepe        | Babar: The Movie                   | Celesztina (hangja)      | Kiss Erika          | Alan Bunce                |
| 1989 | Az öreg ház titka               | Lantern Hill                       | Jody Turner              | Simonyi Piroska     | Kevin Sullivan            |
| 1994 | Exotica                         | Exotica                            | Tracey                   | N/A                 | Atom Egoyan               |
| 1996 | Odavagyok érte                  | Joe's So Mean to Josephine         | Josephine                | N/A                 | Peter Wellington          |
| 1997 | Eljövendő szép napok            | The Sweet Hereafter                | Nicole Burnell           | Balázsovits Edit    | Atom Egoyan               |
| 1997 | Függőkert                       | The Hanging Garden                 | Teen Rosemary            | N/A                 | Thom Fitzgerald           |
| 1997 | –––                             | The Planet of Junior Brown         | Butter                   | –––                 | Clement Virgo             |
| 1998 | Jerry és Tom                    | Jerry & Tom                        | Deb                      | N/A                 | Saul Rubinek              |
| 1998 | Az utolsó éjszaka               | Last Night                         | Jennifer 'Jenny' Wheeler | N/A                 | Don McKellar              |
| 1998 | Guinevere                       | Guinevere                          | Harper Sloane            | Huszárik Kata       | Audrey Wells              |
| 1999 | Nyomás!                         | Go!                                | Ronna Martin             | Létay Dóra          | Doug Liman                |
| 1999 | eXistenZ – Az élet játék        | eXistenZ                           | Merle                    | N/A                 | David Cronenberg          |
| 1999 | –––                             | The Life Before This               | Connie                   | –––                 | Jerry Ciccoritti          |
| 2000 | Örvénylő vizeken                | The Weight of Water                | Maren Hontvedt           | Solecki Janka       | Kathryn Bigelow           |
| 2000 | –––                             | Love Come Down                     | Sarah nővér              | –––                 | Clement Virgo             |
| 2000 | –––                             | The Law of Enclosures              | Beatrice                 | –––                 | John Greyson              |
| 2000 | Aranybánya                      | The Claim                          | Hope Burn                | N/A                 | Michael Winterbottom      |
| 2001 | Ilyen nincs                     | No Such Thing                      | Beatrice                 | Molnár Ilona        | Hal Hartley               |
| 2003 | –––                             | The Event                          | Dana Shapiro             | –––                 | Thom Fitzgerald           |
| 2003 | Az élet nélkülem                | My Life Without Me                 | Ann                      | Haumann Petra       | Isabel Coixet             |
| 2003 | Mázli                           | Luck                               | Margaret                 | N/A                 | Peter Wellington          |
| 2004 | Belső útvesztő                  | The I Inside                       | Clair                    | Dögei Éva           | Roland Suso Richter       |
| 2004 | Holtak hajnala                  | Dawn of the Dead                   | Ana Clark                | Pálfi Kata          | Zack Snyder               |
| 2004 | –––                             | Sugar                              | terhes lány              | –––                 | John Palmer               |
| 2004 | –––                             | Siblings                           | Tabby                    | –––                 | David Weaver              |
| 2005 | Kívül tágasabb                  | Don't Come Knocking                | Sky                      | Bogdányi Titanilla  | Wim Wenders               |
| 2005 | A szavak titkos élete           | The Secret Life of Words           | Hanna                    | Majsai-Nyilas Tünde | Isabel Coixet             |
| 2005 | Beowulf - A hős és a szörnyeteg | Beowulf & Grendel                  | Selma                    | Urbán Andrea        | Sturla Gunnarsson         |
| 2009 | Mr. Nobody                      | Mr. Nobody                         | a felnőtt Elise          | N/A                 | Jaco van Dormael          |
| 2009 | Hibrid                          | Splice                             | Elsa Kast                | Solecki Janka       | Vincenzo Natali           |
| 2010 | –––                             | Trigger                            | Hillary                  | –––                 | Bruce McDonald            |

Forgatókönyvíró, rendező, producer
| Év                   | Cím                              | Rendező         | Író             | Producer        | Megjegyzés        |                 |
| Nagyjátékfilmek      | Nagyjátékfilmek                  | Nagyjátékfilmek | Nagyjátékfilmek | Nagyjátékfilmek | Nagyjátékfilmek   | Nagyjátékfilmek |
| -------------------- | -------------------------------- | --------------- | --------------- | --------------- | ----------------- | --------------- |
| 2006                 | Egyre távolabb (Away from Her)   | Igen            | Igen            | Nem             |                   |                 |
| 2011                 | Volt egy tánc (Take This Waltz)  | Igen            | Igen            | Vezető          |                   |                 |
| 2012                 | Apám története (Stories We Tell) | Igen            | Igen            | Nem             | dokumentumfilm    |                 |
| 2022                 | A nők beszélnek (Women Talking)  | Igen            | Igen            | Nem             |                   |                 |
| Kisfilmek            |                                  |                 |                 |                 |                   |                 |
| 1999                 | Don't Think Twice                | Igen            | Igen            | Igen            |                   |                 |
| 1999                 | The Best Day of My Life          | Igen            | Igen            | Nem             |                   |                 |
| 2001                 | I Shout Love                     | Igen            | Igen            | Nem             |                   |                 |
| 2002                 | All I Want for Christmas         | Igen            | Nem             | Nem             |                   |                 |
| 2013                 | Making a Scene                   | Nem             | Igen            | Nem             |                   |                 |
| Televíziós alkotások |                                  |                 |                 |                 |                   |                 |
| 2004                 | The Shields Stories              | Igen            | Igen            | Nem             | "The Harp" epizód |                 |
| 2016                 | Secret Path                      | Nem             | Nem             | Vezető          | tévéfilm          |                 |
| 2017                 | A Better Man                     | Nem             | Nem             | Vezető          | dokumentumfilm    |                 |
| 2017                 | Alias Grace                      | Nem             | Igen            | Igen            | minisorozat       |                 |
| 2020                 | Hey Lady!                        | Igen            | Nem             | Nem             | 8 epizód          |                 |

### Televízió
| Év      | Cím                                         | Szerep              | Megjegyzés                                                    |
| ------- | ------------------------------------------- | ------------------- | ------------------------------------------------------------- |
| 1985    | Night Heat                                  | Cindy Keating       | "The Game" epizód                                             |
| 1986    | The Incredible Time Travels of Henry Osgood |                     |                                                               |
| 1987    | Heaven on Earth                             | Becky Hawthorne     | tévéfilm                                                      |
| 1987    | Hands of a Stranger                         | Suzie Hearn         | tévéfilm                                                      |
| 1987    | Friday the 13th: The Series                 | Mary                | "The Inheritance" epizód                                      |
| 1988–89 | Ramona                                      | Ramona Quimby       | főszerep                                                      |
| 1989    | Az öreg ház titka (Lantern Hill)            | Jody Turner         | szinkron: Simonyi Piroska                                     |
| 1990–96 | Váratlan utazás (Road to Avonlea)           | Sara Stanley        | főszerep (1–5. évad), vendég (6–7. évad) szinkron: Vadász Bea |
| 1991    | Johann's Gift to Christmas                  | Angel               | kisfilm                                                       |
| 1993    | The Hidden Room                             | Alice               | "Dangerous Dreams" epizód                                     |
| 1994    | Take Another Look                           | Amy                 | tévéfilm                                                      |
| 1996    | Straight Up                                 | Lily                | tévésorozat                                                   |
| 1998    | Hazugság, fehér, igazság (White Lies)       | Catherine Chapman   | tévéfilm                                                      |
| 1999    | Made in Canada                              | Rhonda              | "It's a Science" epizód                                       |
| 2006    | Slings & Arrows                             | Sophie              | 5 epizódban                                                   |
| 2008    | John Adams                                  | Abigail Adams Smith | minisorozat                                                   |

## Díjak és jelölések
- Oscar-díj
  - 2023 díj: legjobb adaptált forgatókönyv A nők beszélnek
  - 2008 jelölés: legjobb adaptált forgatókönyv Egyre távolabb
- Golden Globe-díj
  - 2023 jelölés: legjobb forgatókönyv A nők beszélnek

## Fordítás
Ez a szócikk részben vagy egészben  a   Sarah Polley című angol Wikipédia-szócikk fordításán alapul.  Az eredeti cikk szerkesztőit annak laptörténete sorolja fel. Ez a jelzés csupán a megfogalmazás eredetét és a szerzői jogokat jelzi, nem szolgál a cikkben szereplő információk forrásmegjelöléseként.